# 張威 (皖城郡公)
张威（6世纪?—599年9月13日），京兆郡新丰县（今陕西省西安市灞桥区）人，北周、隋初官员。

## 家族
张威年少时洒脱不受约束，有远大的志向，善於骑马射箭，体力过人。北周時，张威多次隨軍出征，位至柱国、京兆尹，封长寿县公，食邑一千户。益州总管王谦等人起兵作乱。张威奉命以行军总管身份，隨梁睿前去平叛。王谦得知梁睿军由嘉陵江（西汉水）上游沿江而下，遂派遣开府李三王等鎮守通谷（通谷堡，在今甘肃狄道县东北），梁睿派使张威击破，擒数千人，进至开远（今甘肃固原西南）、龙门（今四川广元境）。接著张威又繞小路突襲开远，益州刺史达奚惎逃往成都。张威繼續率中军奋勇出击成都，大敗王谦，达奚惎、乙弗虔开城投降。王谦在新都被俘斬，益州叛乱遂平。张威因功被提拔为上柱国、泸州总管。後拜青州总管。
张威“在青州颇事产业”，哄抬蘿蔔（蘆荻根）價格，“遣家奴于人间鬻芦菔根”，受到文帝的譴責，被廢為平民。文帝至洛陽，张威奉命跟随。文帝數落他幾句，再拜洛州刺史，不久转相州刺史。卒於任上。

### 父亲
- 张琛，西魏弘农太守

### 子女
- 张植，隋朝车骑将军、连城县公
- 张权，隋朝朝请大夫[10]
- 张素，第四子，唐朝通事舍人[10]

## 延伸阅读
[在维基数据编辑]
 《隋書·卷55》，出自魏徵《隋书》